# Ulphe
Ulphe (711 - 789) fut une religieuse du diocèse d'Amiens qui eut pour guide spirituel Domice d'Amiens. Elle est connue pour sa vie pieuse et le miracle des raines. Elle fonda un couvent à Amiens (Somme). Elle est reconnue sainte par l'Église catholique.

## Biographie

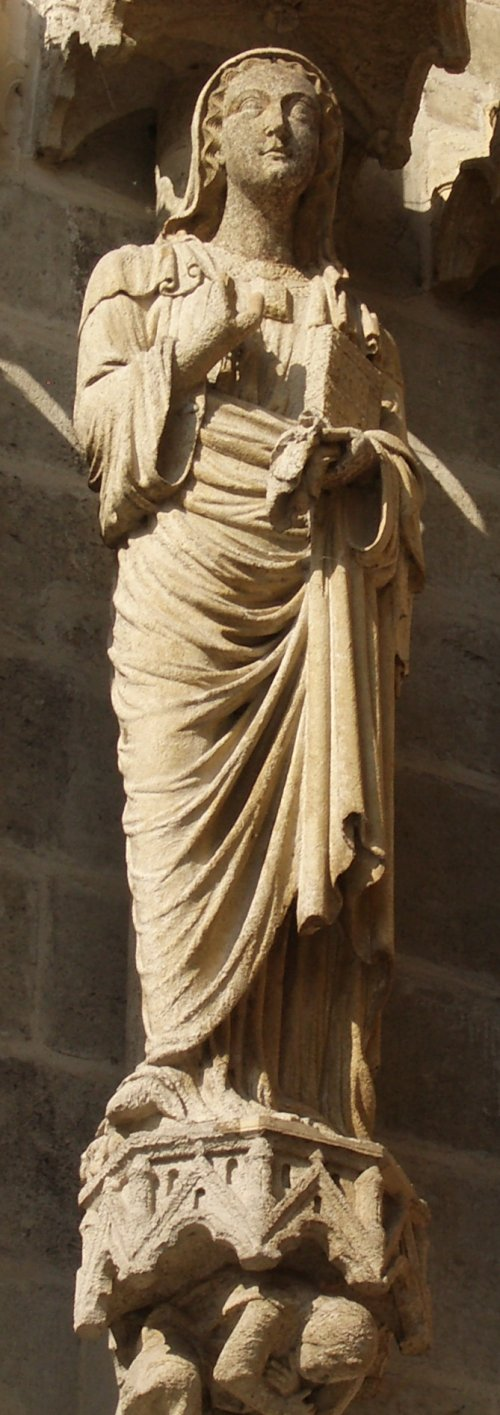
Sainte Ulphe (portail de saint Firmin de la cathédrale Notre-Dame d'Amiens)

Ulphe dont les origines nobles précises sont inconnues naquit aux confins du Vermandois et du Soissonnais.
Enfant unique, elle passait ses jours en prière : Ornée et pourvue de toutes les vertus, et mêmement de belle contenance, son parler était gracieux... elle aymait Dieu souverainement, rapporte la tradition orale.

### La vision
La Sainte Vierge portant l'enfant Jésus au visage resplendissant lui apparut en songe et lui dit : Ulphe, puisque tu as choisi mon fils comme époux, tes noces dureront avec lui pour l'éternité (d'autres versions disent que c'est son ange gardien qui lui est apparu). Le lendemain, Domice d'Amiens, devenu ermite qui vivait à Fouencamps (Somme), s'avança vers elle. Elle l'implora de la diriger dans sa sainte vocation, en lui parlant de sa vision. Cependant, il attendit. Chaque nuit, l'ermite passait à côté de la fontaine près de laquelle elle dormait, jusqu'au jour où à son tour, il eut une vision et décida de la guider.

### Disciple de Domice d'Amiens
Domice la présenta alors à Chrétien (Christianus), l'évêque d'Amiens, et au même moment les cloches se mirent à sonner seules. L'évêque consacra et bénit Ulphe et lui fit construire une cabane pour ermitage en 739, elle aurait eu alors 28 ans. Chaque nuit, les deux ermites se rendaient ensemble à matines, en l'église Notre-Dame de l'abbaye de Saint-Acheul. Une dizaine de kilomètres, le long de la Noye et de l'Avre, sépare le Paraclet de Saint-Acheul (le chemin a longtemps été appelé la voie de saint Domice). Lorsque Domice mourut en 775, Ulphe fut inconsolable. Toutefois, elle ne cessa pas de prier. Les démons tentateurs l'assaillirent, elle pria plus encore.

### La fondation du monastère des vierges
Au lendemain de l'inhumation de l'ermite, Ulphe croisa Aurée, une jeune fille qui souhaitait partager sa retraite. D'autres vierges les rejoignirent. Ulphe fonda alors un monastère de femmes dans un verger de la rue du Castillon (actuelle rue des Vergeaux à Amiens). L'établissement de cette première Maison religieuse d'Amiens (Maison des vierges) au cœur de la ville, dans la rue des Vierges (via Virginum) qui devint rue des viergottes, vergeottes et finalement rue des vergeaux et où l'on vivait d'aumônes et du produit du travail. Ulphe se retira à nouveau dans son ermitage, laissant Aurée diriger le monastère. En 789, après s'être rendue une dernière fois à l'église pour se confesser et communier, elle mourut à 78 ans. Ses reliques et celles de saint Domice furent transférées dans la cathédrale d'Amiens en 1279.
Sainte Ulphe est aussi appelée : Ulfe, Wuife, Hulphe, Offe, Olfe, Olphe, Oniphe, Oufe, Ouffe, Oulphre, etc.

## La légende dumiracle des raines
Chaque nuit, les deux ermites, Domice d'Amiens et Ulphe se rendaient ensemble à la prière des matines. Or une nuit, les grenouilles de l'étang proche de la fontaine de l'ermitage d'Ulphe, empêchèrent par leurs coassements, la sainte de dormir, et elle n'était pas réveillée lorsque l'ermite Domice vint la chercher. Celui-ci inquiet de ne pas la voir, revint sur ses pas et la vit alors, il étendit la main sur les grenouilles tout en priant, leur imposant le silence. Depuis ce jour, les grenouilles ne coassent plus dans cet étang. Une autre version de la légende dit que c'est Ulphe qui réduisit les grenouilles au silence par la prière : « Seigneur, vous voyez le préjudice que m'ont fait ces petites créatures : puisque vous êtes le maître à qui tout obéit, commandez-leur de se taire et ne permettez pas qu'il m'arrive rien de semblable »,.

## Fête et lieux de vénération
La sainte Ulphe est décrétée le 31 janvier (auparavant le 16 mai). Son culte est limité au diocèse d'Amiens.
- dans l'église Notre-Dame-de-la-Nativité de Boves,
- à la chapelle Saint-Domice de Fouencamps,
- la source près de laquelle Ulphe s'arrêta était encore visible en 1873 dans l'enceinte de l'actuel lycée agricole du Paraclet mais elle a été comblée depuis. Il reste dans le parc un monticule où se dressait une chapelle qui fut détruite en 1756.
- dans la chapelle Sainte-Ulphe, lieu de fondation de l'Abbaye Notre-Dame du Paraclet, aujourd'hui disparue. La chapelle fut rebâtie en 1935 à côté de la ferme du Paraclet (Fouencamps).

## Iconographie
- cathédrale Notre-Dame d'Amiens :

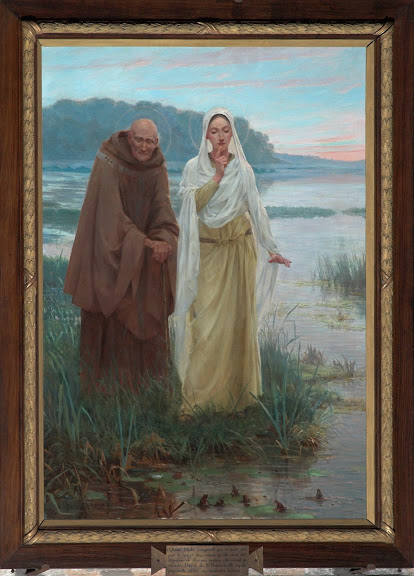
Sainte Ulphe et Saint Domice de Jean de Francqueville

  - statue de sainte Ulphe au portail occidental,
  - panneau représentant sainte Ulphe en extase au-dessus d'une porte de vestiaire, à droite de l'autel, dans une chapelle latérale Nord ; un panneau de même taille se trouve au-dessus de la porte de l'autre vestiaire, à gauche de l'autel, dans la même chapelle et représente saint Domice,
  - tableau la représentant en compagnie de saint Domice, dans une chapelle latérale. Peinture de Jean de Francqueville.
- statue de la maison du pèlerin (Amiens) par Albert Roze [4]. La sainte porte un doigt sur ses lèvres pour imposer silence aux grenouilles du Paraclet. Le socle est orné de plantes aquatiques et de grenouilles,
- statue de sainte Ulphe dans la chapelle rurale de la ferme du Paraclet (Fouencamps),
- Juanjo Guarnido, graphiste de bandes dessinées, a utilisé le personnage de sainte Ulphe lors d'une exposition[5] à Amiens en 2007.